# Oceania ducalis
Oceania ducalis är en nässeldjursart som beskrevs av Forbes och Harry D.S. Goodsir 1851. Oceania ducalis ingår i släktet Oceania och familjen Oceanidae. Inga underarter finns listade i Catalogue of Life.